# Лукреция Борджиа (опера)
«Лукреция Борджиа» (итал. Lucrezia Borgia) — опера (мелодрама) итальянского композитора Гаэтано Доницетти в двух действиях с прологом. Итальянское либретто написал Феличе Романи по мотивам одноименной пьесы Виктора Гюго. Премьера состоялась 26 декабря 1833 года в Милане в театре «Ла Скала».

## Действующие лица
| Альфонсо д’Эсте, герцог Феррары                    | бас        |
| Лукреция Борджиа                                   | сопрано    |
| Маффио Орсини                                      | контральто |
| Дженнаро                                           | тенор      |
| Йеппо Ливеротто                                    | тенор      |
| дон Апостоло Гацелла                               | бас        |
| Асканио Петруччи                                   | баритон    |
| Олоферно Вителлоццо                                | тенор      |
| Рустигелло, слуга Дона Альфонсо                    | тенор      |
| Губетта, слуга Лукреции                            | бас        |
| Астольфо, слуга Лукреции                           | тенор      |
| княгиня Негрони                                    | без слов   |
| Действие происходит в Венеции и Ферраре в XVI веке |            |

## Либретто
Пролог: терраса венецианского дворца Гримани, ночной праздник. Молодые венецианцы во главе с Дженнаро и Орсини веселятся перед отъездом в Феррару. Когда кто-то произносит имя жены феррарского герцога — знаменитой развратницы и отравительницы Лукреции Борджиа, все проклинают её. Орсини рассказывает о зловещем пророчестве: после битвы, где Дженнаро спас ему жизнь, им явился старец в чёрном, предсказавший, что оба погибнут от руки Лукреции. Дженнаро, не веря в предсказание, засыпает. К нему подходит женщина в маске — сама Лукреция. Она тайно наблюдает за Дженнаро — своим внебрачным сыном. Проснувшись, Дженнаро рассказывает незнакомке о своей жизни: он вырос в бедности, не зная матери. Внезапно возвращаются его друзья, узнают Лукрецию и осыпают её проклятиями. Феррарский герцог Альфонсо, её муж, следил за ней и видел, как она снимает маску перед юношей. Теперь он убеждён, что жена изменяет ему с молодым венецианцем. 
Первый акт: площадь перед герцогским дворцом в Ферраре. Владелец дворца, Альфонсо, клянётся устранить своего соперника — Дженнаро. Тот насмехается тем временем  над гербом рода Borgia, сбив букву «B» (так что остаётся слово orgia — «оргия»). Герцог приказывает арестовать его за оскорбление супруги. В тронном зале дворца Лукреция, не зная, что обвиняемый в оскорблении — это Дженнаро, гневно требует казни. Но, увидев сына, умоляет о пощаде. Альфонсо, ещё больше заподозрив связь между ними, предлагает юноше «прощальный кубок» с ядом. Лукреция  потом тайно даёт сыну противоядие, заклиная именем неведомой ему матери принять его и как можно скорее покинуть город.
Второй акт: ночь во дворце княгини Негрони. Дженнаро собирается бежать из Феррары, но Орсини упрекает его в трусости. Друзья отправляются на пир к княгине. Лукреция, жаждя мести за нанесённые ей в Венеции оскорбления, приказывает отравить вино. Она убеждена, что Дженнаро уже покинул Феррару. Когда гости выпивают, свет гаснет, и она объявляет, что все умрут. Обнаружив среди жертв своего коварства Дженнаро, Лукреция в ужасе предлагает ему остаток противоядия, но тот отказывается предать друзей и набрасывается на неё с кинжалом. В отчаянии она открывает своё материнство. Дженнаро, потрясённый, перед смертью прощает её. Лукреция, объятая ужасом от того, что убила сына, тоже испускает дух.

## Постановки
Через год после премьеры в Одессе артисты Императорской итальянской оперы исполнили «Лукрецию Борджиа» 6 ноября 1844 г. на сцене петербургского Каменного театра. На русской сцене опера впервые была дана в Большом театре 19 декабря 1847 г. Мелодия финального ансамбля пролога («Маффио Орсини стоит перед вами») была настолько популярна, что именно её студенты-народовольцы выбрали в качестве своего гимна (положив её на слова Некрасова из стихотворения «Размышления у парадного подъезда»).
В 1891 г. опера «Лукреция Борджиа» стала первой оперой, целиком поставленной в Софии (дирижёр Генрих Визнер).
В 1965 году исполнение в Карнеги-холле заглавной партии каталонской певицей Монсеррат Кабалье увенчалось 20-минутной овацией и обозначило её прорыв к всемирной славе.

## Дискография
- М. Кабалье, Ж.Бербье, Х. Каррерас, Р. Суайе, Э. Серра, Г. Дворчак. Дирижёр Р. Джованинетти / Барселона Liceu 19.12.1970
- Дж. Сазерленд, Ю. Туранжо, Дж. Александер, Л. Квилико. Дирижёр Р. Бонинг / Ванкувер Queen Elizabeth Theatre 26.10.1972
- Л. Генджер, Т. Троянос, Х. Каррерас, М. Манугуэрра, П. ди Пальма, Н. Дзаккариа. Дирижёр Н. Решиньо / Даллас 6.11 1974
- Дж. Сазерленд, М. Дюпи, А. Краус, М. Пертузи, П. ди Пальма. Дирижёр Р. Бонинг / Париж, Театр Елисейских Полей 17.6.1989 (in-house)
- Р. Флеминг, С. Ганасси, М. Джордани, М. Пертузи. Дирижёр Дж. Джельметти / Ла Скала 6.7.1998
- Э. Груберова, Э. Подлещ, Х. Брос, И. д’Арканжело, Р. Аккурсо. Дирижёр Стефан Антон Рек / Барселона Liceu 26.2.2008
- Э. Груберова, С. Тро Сантафе, Й. Броз. Дирижёр Андрий Юркевич/ Кёльн, Концертное исполнение июнь 2010 года, оркестр WDR, хор Кёльнской оперы

## Фильмография
- Доницетти. Лукреция Борджиа. Дж. Сазерленд, Э. Хауэллс, А. Краус, С. Дин, Р. Леггат. Дирижёр Р. Бонинг / Ковент Гарден 1980
- Доницетти. Лукреция Борджиа. М. Девиа, Д. Барчеллона, М. Альварес, М. Пертузи, Э. Алиев. Дирижёр Ренато Палумбо, режиссёр и художник Хуго де Ана / Милан, Ла Скала, Театр Арчимбольди 28.9.2002